# Baldassare Palazzotto

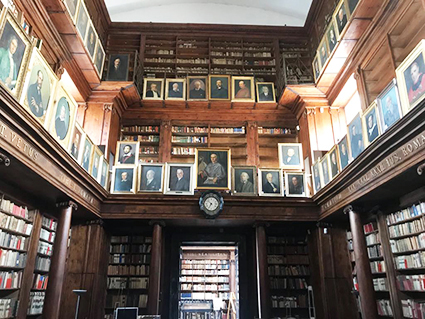
Sala Baldassare Palazzotto, Biblioteca Comunale, Palermo

Baldassare Palazzotto (Palermo, 1777 – Palermo, 1858) è stato un ornitologo e bibliotecario italiano attivo a Palermo.

## Biografia
Era figlio del Capomaestro della Regia Corte Salvatore Palazzotto (Palermo, 1751-1824) e di Giuseppina Pallotta, e nipote del maestro fabbricatore Baldassare (Messina?, 1717 circa - Palermo, 1760), di cui porta il nome quale primogenito; suo fratello fu l'architetto Emmanuele Palazzotto (1798-1872) e suo nipote il bibliografo Gaetano Palazzotto.
Fu sacerdote della diocesi di Palermo e si occupò di studi di ornitologia e bibliografia. Direttore della Biblioteca Senatoria (Comunale) di Palermo per 32 anni, dal 1826 al 1858; Canonico della Cattedrale di Palermo dal 1837 al 1858, Rettore del Seminario Arcivescovile di Palermo dal 1841 al 1849.

## Attività ecclesiale
In ambito ecclesiale, per quanto di famiglia borghese, ricoprì incarichi sia di rappresentanza che amministrativi: fu, infatti canonico del capitolo della cattedrale di Palermo, fino al ruolo di Decano, terza Dignità di quel collegio, e canonico abate di San Giovanni degli Eremiti e di San Nicolò all'Albergheria di Palermo.
Fu anche nominato rettore del seminario arcivescovile di Palermo nel 1841 e nel 1848 fu "pari spirituale" nel Parlamento siciliano rivoluzionario. Tenne la carica di Rettore fino al 1849, all'età di 72 anni.

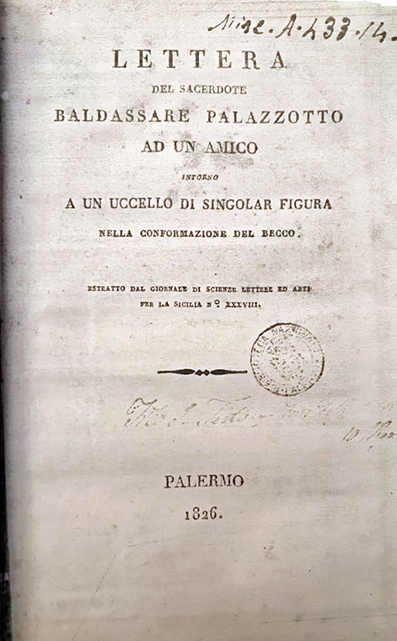
Baldassare Palazzotto, Intorno a un uccello di singolar figura nella conformazione del becco, Palermo 1826

## Attività universitaria e scientifica
Per il suo impegno scientifico ebbe il ruolo di Dimostratore di scienze naturali alla Regia università degli Studi di Palermo e fu incaricato anche di altre responsabilità istituzionali, quale Custode del medagliere e Assistente nella biblioteca, sempre della medesima Università.
L'attività quale dimostratore di scienze naturali lo spinse ad approntare una bozza di manuale per gli studenti, che però non portò a termine e lasciò in forma manoscritta, donandolo nel 1830 alla Biblioteca senatoria: Notizie appartenenti alla storia naturale e con particolarità alla ornitologia sicula, che comprendeva anche un Dizionario di ornitologia, nel quale aveva registrato le specie esistenti in Sicilia con il nome locale, quello originario, in italiano o francese, la definizione scientifica da Linneo e quanto fosse inedito rispetto alla letteratura scientifica sull'argomento.
I suoi interessi di ornitologia sono testimoniati anche dal "Saggio sopra un uccello di singolar figura ucciso nei campi di Corleone", in forma epistolare, pubblicato nel n. 38 del Giornale di scienze lettere ed arti per la Sicilia del 1826.

## Attività bibliotecaria
Nel 1802 entrò in servizio presso la Biblioteca Senatoria di Palermo (oggi Biblioteca comunale), dal 1826 fu "Bibliotecario Capo" (direttore)  e conservò la carica non fino al 1829, come indicato da varie fonti, ma sino alla morte nel 1858.
Vi organizzò il primo catalogo (alfabetico e topografico) dei manoscritti, sul quale si basò quello pubblicato in seguito da Gaspare Rossi, a lui succeduto nella carica di direttore.
Nel 1833, secondo quanto scrive Gioacchino Di Marzo, donò alla biblioteca "vari manoscritti di molto pregio, intorno alla storia e alla diplomatica di Sicilia (...) e a lui già pervenuti dal cavalier Gregorio Speciale".
Nel 1840, sotto la sua direzione, si perfezionò l'acquisto della collezione bibliografica Astuto di Fargione.
Il suo ritratto, oggi attribuito al pittore Giovanni Patricolo, si trova nel Famedio dei Siciliani illustri della Biblioteca comunale.
Il ritratto è stato restaurato ed esposto in occasione dell’intitolazione a suo nome della prima sala lignea della Biblioteca Comunale di Palermo, avvenuta il 19 aprile 2018 a 160 anni dalla morte   